# Joan Plowright
Dame Joan Ann Olivier (született Joan Plowright; Brigg 1929. október 28. – Northwood, 2025. január 16.) kétszeres Golden Globe-díjas és Tony-díjas angol színésznő. Több mint hat évtizeden keresztül szerepelt a színpadon és a filmvásznon. Ő volt a második olyan színésznő, aki egy évben két különböző alakításért is elnyerte a Golden Globe-díjat.

## Élete

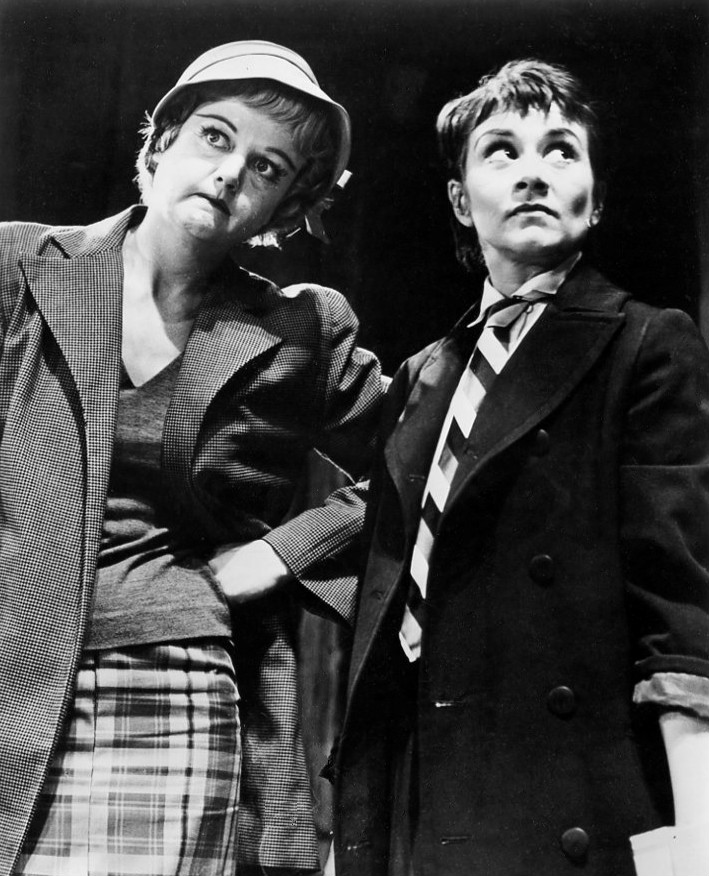
Broadway: A Taste of Honey

Daisy Margaret és William Ernest Plowright gyermekeként született a Lincolnshire megyei Briggben, William Ernest Plowright és Daisy Margaret Burton gyermekeként. Apja újságíró volt. Tanulmányait a Scunthorpe Grammar School-ban, majd a Bristol Old Vic Theatre Schoolban végezte.
Először 1948-ban állt színpadon Croydonban, majd 1954-ben már Londonban is szerepelt. A Royal Court Theatre egyik társulatához, az English Stage Company-hez csatlakozott. 1957-ben szerepelt a John Osborne művéből készített "The Entertainer" című darabban későbbi férje, Sir Laurence Olivier oldalán, amelyből film is készült. 1961-ben Tony-díjat kapott az "Egy csepp méz" című Broadway-darabban nyújtott alakításáért.
Az Olivier-vel kötött házassága miatt 1963-tól kezdve a Royal National Theatre színésze volt. Az 1990-es évektől kezdve több filmben is szerepelt, mint az 1992-es "Elvarázsolt április" (ezért Golden Globe-díjat kapott és Oscar-díjra is jelölték), az 1993-as "Dennis a komisz", az 1995-ös "A skarlát betű", az 1996-os "101 kiskutya", és az 1999-es "Tea Mussolinivel". 1992-ben újabb Golden Globe-díjat kapott, és Emmy-díjra is jelölték az HBO "Sztálin" című produkciójáért, amelyben a diktátor anyósát alakította – korábban csak 1988-ban Sigourney Weaver volt képes erre. 1994-ben elnyerte a Women in Film Crystal Award díjat. 2009-től az English Stage Company tiszteletbeli elnöke lett
1970-ben a Brit Birodalom Rendje parancsnoki fokozatával tüntették ki, amit 2004-ben lovagparancsnoki fokozatra emeltek.
Makuladegenerációja miatt a 2000-es évek végétől kezdve fokozatosan visszavonult a színészettől, majd 2014-ben bejelentette, hogy megvakult, és ezért többé nem áll színpadra.

## Magánélete
Első férje Roger Gage volt, akivel 1953 szeptemberében házasodtak össze, és 1961-ben váltak el. Második házasságából, amit Laurence Olivier-vel kötött, három gyermeke is született. Richard rendező, Tamsin és Julie-Kate színészek lettek. Házasságuk egészen Olivier 1989-ben bekövetkezett haláláig tartott.
Öccse, David Plowright a Granada Television-nél dolgozott.
Scunthorpe-ban a Plowright Theatre-t róla nevezték el.

## Szerepei

### Film
| Év   | Magyar cím                | Eredeti cím                          | Szerep                                           | Magyar hang         |
| ---- | ------------------------- | ------------------------------------ | ------------------------------------------------ | ------------------- |
| 1956 | Moby Dick                 | Moby Dick                            | Starbuck felesége (stáblistán nincs feltüntetve) |                     |
| 1957 |                           | Time Without Pity                    | Agnes Cole                                       |                     |
| 1960 | A komédiás                | The Entertainer                      | Jean Rice                                        | Dallos Szilvia      |
| 1960 | A komédiás                | The Entertainer                      | Jean Rice                                        | Majsai-Nyilas Tünde |
| 1963 | Ványa bácsi               | Uncle Vanya                          | Sonya                                            |                     |
| 1970 | A három nővér             | Three Sisters                        | Mása                                             |                     |
| 1977 | Equus                     | Equus                                | Dora Strang                                      | Örkényi Éva         |
| 1982 | Britannia gyógyintézet    | Britannia Hospital                   | Phyllis Grimshaw                                 |                     |
| 1982 | Hazug angyal              | Brimstone & Treacle                  | Norma Bates                                      | Kassai Ilona        |
| 1985 | Amerika fegyverben        | Revolution                           | Mrs. Daisy McConnahay                            | Dallos Szilvia      |
| 1985 | Amerika fegyverben        | Revolution                           | Mrs. Daisy McConnahay                            | Mics Ildikó         |
| 1988 | A varrónő                 | The Dressmaker                       | Nellie                                           |                     |
| 1988 | Számokba fojtva           | Drowning by Numbers                  | Cissie Colpitts 1                                |                     |
| 1990 | Szeretlek holtodiglan     | I Love You to Death                  | Nadja                                            | Győri Ilona         |
| 1990 | Avalon                    | Avalon                               | Eva Krichinsky                                   |                     |
| 1992 | Elvarázsolt április       | Enchanted April                      | Mrs. Fisher                                      | Halász Aranka       |
| 1993 | Dennis, a komisz          | Dennis the Menace                    | Martha Wilson                                    | Győri Ilona         |
| 1993 | Az utolsó akcióhős        | Last Action Hero                     | Mrs. Evelyn Munro                                | Czigány Judit       |
| 1994 |                           | A Pin for the Butterfly              | nagymama                                         |                     |
| 1994 | Vígözvegyek               | Widows' Peak                         | Mrs. Dawn Doyle-Counihan                         |                     |
| 1995 | A skarlát betű            | The Scarlet Letter                   | Harriet Hibbons                                  | Némedi Mari         |
| 1995 | Pirománc                  | A Pyromaniac's Love Story            | Mrs. Linzer                                      | Pásztor Erzsi       |
| 1995 | Hotel Sorrento            | Hotel Sorrento                       | Marge Morrisey                                   |                     |
| 1996 | 101 kiskutya              | 101 Dalmatians                       | Nanny                                            | Győri Ilona         |
| 1996 | Szép szőke herceg         | Mr. Wrong                            | Mrs. Jessica Crawford                            | Győri Ilona         |
| 1996 | Jane Eyre                 | Jane Eyre                            | Mrs. Maddie Fairfax                              | Molnár Piroska      |
| 1996 | Túlélni Picassót          | Surviving Picasso                    | Françoise nagyanyja                              | Győri Ilona         |
| 1997 |                           | The Assistant                        | Mrs. Ida Bober                                   |                     |
| 1998 | Mindenem a tánc           | Dance with Me                        | Bea Johnson                                      |                     |
| 1999 |                           | Tom's Midnight Garden                | Mrs. Ortensia Bartholomew                        |                     |
| 1999 | Tea Mussolinivel          | Tea with Mussolini                   | Mary Wallace                                     | Pásztor Erzsi       |
| 2000 | Dínó                      | Dinosaur                             | Baylene (hangja)                                 | Győri Ilona         |
| 2002 | Rockkastély               | Global Heresy                        | Lady Foxley                                      | Pásztor Erzsi       |
| 2002 | Mindörökké Callas         | Callas Forever                       | Sarah Keller                                     | Pásztor Erzsi       |
| 2003 | Több a sokknál            | Bringing Down the House              | Arness                                           | Pásztor Erzsi       |
| 2003 | Dávid vagyok              | I Am David                           | Sophie                                           | Bókai Mária         |
| 2004 | Szent György és a sárkány | George and the Dragon                | tisztelendő anya                                 | Kassai Ilona        |
| 2005 | Különös barátság          | Mrs. Palfrey at the Claremont        | Mrs. Palfrey                                     | Szabó Éva           |
| 2006 |                           | Goose on the Loose                   | Beatrice Fairfield                               |                     |
| 2006 | Bajkeverő majom           | Curious George                       | Ms. Plushbottom díva (hangja)                    | Bókai Mária         |
| 2008 | A Spiderwick krónikák     | The Spiderwick Chronicles            | Lucinda Spiderwick néni                          | Győry Franciska     |
| 2008 |                           | Knife Edge                           | Marjorie                                         |                     |
| 2018 |                           | Nothing Like a Dame (dokumentumfilm) | önmaga                                           |                     |

### Televízió
| Év        | Cím                             | Szerep                 | Megjegyzés                                |
| --------- | ------------------------------- | ---------------------- | ----------------------------------------- |
| 1951      | Sara Crewe                      | Winnie                 | 4 epizód                                  |
| 1954      | BBC Sunday-Night Theatre        | Adriana                | 3 epizód                                  |
| 1955      | Moby Dick—Rehearsed             | fiatal színésznő / Pip | befejezetlen, elveszett Orson Welles-film |
| 1957      | Sword of Freedom                | Lisa Giocondo          | 1 epizód                                  |
| 1959      | Theatre Night                   | Arlette Le Boeuf       | 1 epizód                                  |
| 1959      | World Theatre                   | Lady Teazle            | 1 epizód                                  |
| 1959      | ITV Play of the Week            | Viola                  | 1 epizód                                  |
| 1959      | ITV Television Playhouse        | Jane Maxwell           | 1 epizód                                  |
| 1967      | NET Playhouse                   | Sonya                  | 1 epizód                                  |
| 1970      | ITV Playhouse                   | Lisa                   | 1 epizód                                  |
| 1970      | ITV Sunday Night Theatre        | Viola/Sebastian        | 1 epizód                                  |
| 1973      | The Merchant of Venice          | Portia                 | tévéfilm                                  |
| 1978      | Saturday, Sunday, Monday        | Rosa                   | tévéfilm                                  |
| 1978      | Daphne Laureola                 | Lady Pitts             | tévéfilm                                  |
| 1980      | Anna Frank naplója              | Mrs. Frank             | tévéfilm                                  |
| 1982      | All for Love                    | Edith                  | 1 epizód                                  |
| 1983      | Wagner                          | Mrs. Taylor            | 1 epizód                                  |
| 1986      | The Importance of Being Earnest | Lady Bracknell         | tévéfilm                                  |
| 1987      | Theatre Night                   | Meg Bowles             | 1 epizód                                  |
| 1989      | And a Nightingale Sang          | Mama                   | tévéfilm                                  |
| 1990      | Sophie                          | Sophie                 | tévéfilm                                  |
| 1991      | The House of Bernarda Alba      | La Poncia              | tévéfilm                                  |
| 1992      | Sztálin                         | Olga                   | tévéfilm                                  |
| 1992      | Miss Daisy sofőrje              | Daisy Werthan          | tévéfilm                                  |
| 1993      | Screen Two                      | Mrs. Monro             | 1 epizód                                  |
| 1994      | The Return of the Native        | Mrs. Yeobright         | tévéfilm                                  |
| 1994      | Annie otthonra talál            | Dorothy                | tévéfilm                                  |
| 1994      | On Promised Land                | Mrs. Appletree         | tévéfilm                                  |
| 1998–1999 | Encore! Encore!                 | Marie Pinoni           | 12 epizód                                 |
| 1998      | A belső ellenség                | Jeanne Vertefeuille    | tévéfilm                                  |
| 1998      | This Could Be the Last Time     | Rosemary               | tévéfilm                                  |
| 2000      | Frankie és Hazel                | Phoebe Harkness        | tévéfilm                                  |
| 2001      | Az örökség-sziget               | Angie néni             | tévéfilm                                  |
| 2001      | Scrooge and Marley              | narrátor               | tévéfilm                                  |

## Díjak és jelölések
Oscar-díj
- 1993: legjobb női mellékszereplő (Elvarázsolt április) – jelölve

BAFTA-díj
- 1961: legígéretesebb elsőfilmes főszereplő (A komédiás) – jelölve
- 1977: legjobb női főszereplő (Equus) – jelölve

Golden Globe-díj
- 1993: legjobb női mellékszereplő (sorozat, minisorozat vagy tévéfilm) (Sztálin) – megnyert díj
- 1993: legjobb női mellékszereplő (Elvarázsolt április) – megnyert díj